# Мужі
Мужі́ (рос. Мужи) — село, центр Шуришкарського району Ямало-Ненецького автономного округу Тюменської області, Росія. Адміністративний центр Мужівського сільського поселення.
Населення — 3609 осіб (2010, 3200 у 2002).
Національний склад станом на 2002 рік: росіяни — 31 %, комі — 30 %, ханти — 23 %.